# Eraclio II
Eraclio II, conosciuto anche come Eracleona o Eraclona (in greco: Ἡράκλειος o Ἡρακλ[ε]ωνᾶς; Costantinopoli, 626 – Rodi, 642) è stato un imperatore bizantino per pochi mesi nel 641.

## Biografia

### Primi anni di vita

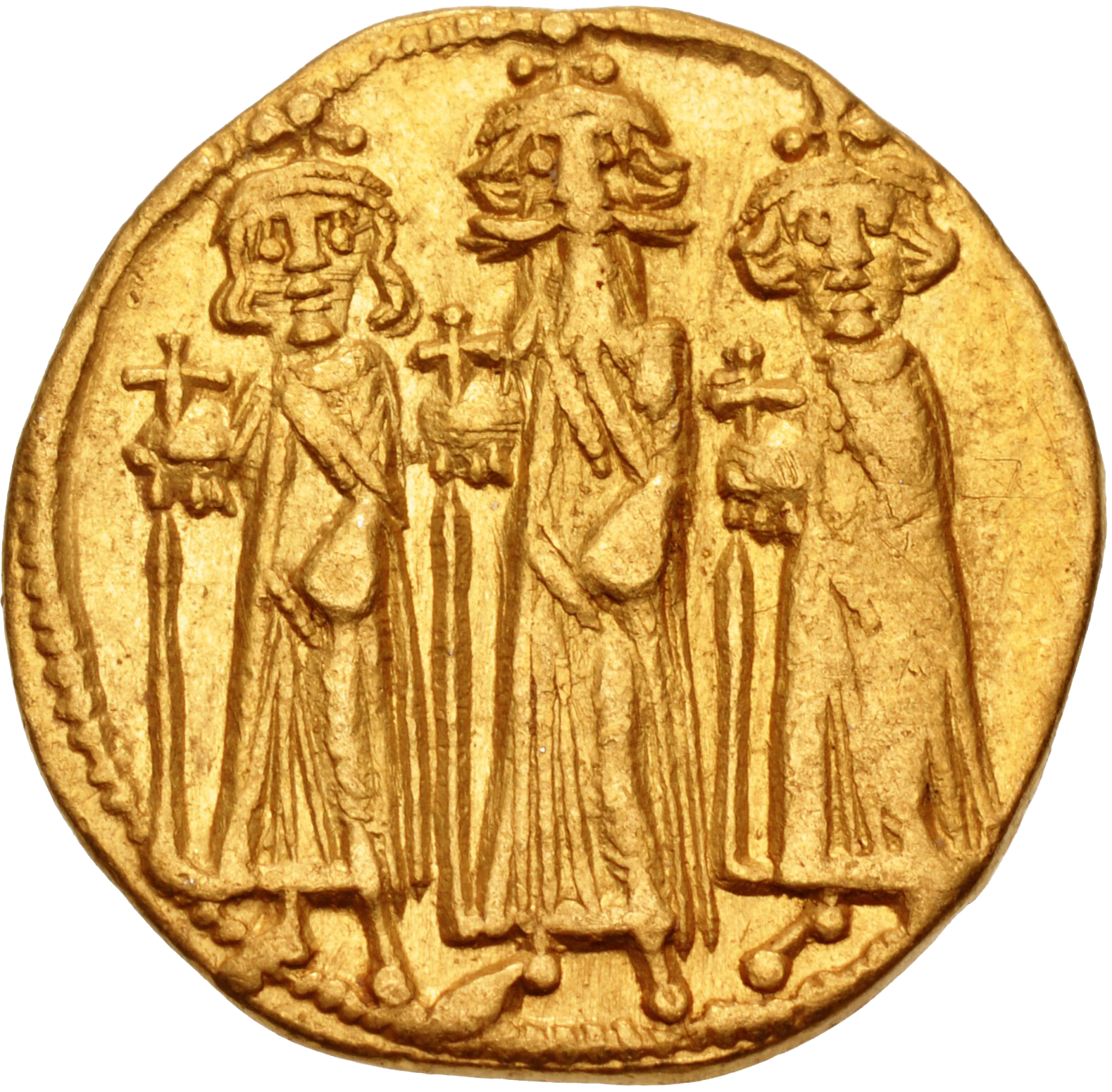
Solido raffigurante Eraclona (a sinistra), Eraclio I (al centro) e Costantino III (a sinistra).

Eraclio nacque nel 626 nel palazzo suburbano di Sophianae. Era figlio dell'imperatore Eraclio I e di sua moglie (e al contempo nipote) Martina, e nacque mentre Eraclio era impegnato nelle campagne orientali contro i Persiani.
Il piccolo Eraclio fu nominato Cesare dal padre il 1º gennaio 632, e poi elevato al rango di Augusto (co-imperatore) il 4 luglio 638 in una cerimonia presso la cappella di Santo Stefano del Palazzo di Daphne, mentre suo fratello minore Davide fu nominato Cesare. Una descrizione della cerimonia è conservata nel De Ceremoniis, che riporta che il kamelaukion del giovane Eraclio gli fu tolto dal capo e sostituito con la corona imperiale, mentre Davide ricevette il medesimo kamelaukion appartenuto al fratello.
Sotto Eraclio I, l'Impero Bizantino fu invaso nel 639 dagli Arabi a causa della insolvenza del Thema di Mesopotamia nel pagare il tributo. Le città di Edessa e Dara furono conquistate rapidamente. Nello stesso anno, un altro gruppo di Arabi, guidato da 'Amr ibn al-'As, invase l'Egitto bizantino. 'Amr occupò velocemente le città costiere dell'Egitto, ma non riuscì ad attraversare il Nilo a causa di agguerrite resistenze da parte delle forze bizantine guidate dal prefetto Giovanni. Dopo una sanguinosa battaglia tra Giovanni e 'Amr in cui il primo perì, il secondo fu costretto a chiedere al califfo Rashidun, Umar, altre truppe. Giovanni fu sostituito da un altro generale, Teodoro, che riunì le proprie forze attorno alla fortezza di Babilonia, importante fortezza egiziana. Nell'estate del 640, le forze di 'Amr erano ormai arrivate a circa 15.000 uomini. Con questi, 'Amr inflisse una sconfitta decisiva a Teodoro a nord della fortezza di Babilonia, prima di mettere la stessa sotto assedio.

### Co-imperatore
Eraclio I morì di edema l'11 febbraio 641, lasciando l'Impero in forma congiunta a suo figlio maggiore, Costantino III, e ad Eraclio: entrambi furono proclamati imperatori alla fine di maggio 641. Al momento della sua elevazione come co-imperatore, Eraclio aveva solo 15 anni, mentre Costantino ne aveva 28: ciò dava effettivamente il potere reale al secondo. Gran parte del pubblico bizantino obiettò al testamento di Eraclio I, dal momento che Eraclio era frutto di un matrimonio avuncolato - tra zio e nipote - da molti percepito come illegale, rendendo così il giovane Eraclio un figlio illegittimo. Era anche considerato discutibile il fatto che il figlio decenne di Costantino, Costante II, non fu elevato a co-imperatore insieme a Costantino ed Eraclio, rompendo con la tradizione della successione della posizione di imperatore maggiore da padre a figlio maggiore, ove possibile. Si pensava anche che il fatto che non fosse stato elevato avrebbe potuto precludergli del tutto la successione.
Poco dopo l'assunzione del potere da parte di Costantino, quest'ultimo fu informato dal suo ministro delle finanze, Filagrio, che Eraclio I aveva creato un fondo segreto per Martina amministrato dal Patriarca Pirro. Costantino confiscò tale fondo, usandolo per aiutare a soddisfare il bilancio per la paga militare di primavera, che, insieme ai tradizionali donativi al momento dell'assunzione del potere (che comprendevano metà del libro paga), ammontava a 2.016.000 nomismata. Costantino nominò Valentino comandante dell'esercito orientale principale, nella speranza di conservare almeno la costa egiziana. Tuttavia, il generale bizantino Teodoro ancora non riuscì a respingere gli attacchi arabi. Costantino convocò Ciro di Alessandria, lo nominò Prefetto d'Egitto, e gli ordinò di prepararsi a rafforzare Alessandria. Prima che tale invasione potesse avvenire, la fortezza di Babilonia si arrese agli Arabi, consentendo loro di assediare Alessandria.
Il testamento di Eraclio I affermava anche che Martina dovesse essere madre e imperatrice reggente (condividendo quindi una fetta significativa del potere), ma questa parte del testamento fu liquidata dal Senato. A causa della giovane età di Eraclio, Martina governò tramite lui, opponendosi continuamente alle politiche di Costantino: ciò portò alla creazione di due differenti fazioni politiche. La fazione di Costantino fu inizialmente la più potente delle due, ma questo controllo fu indebolito da un'economia in calo e dalla perdita dell'Egitto nelle mani degli Arabi. Poco dopo, il 25 maggio 641, Costantino morì per una forma avanzata di tubercolosi, sebbene alcuni suoi sostenitori affermassero che Martina lo avesse fatto avvelenare: ciò lasciò Eraclio come imperatore unico, sotto la reggenza di Martina.

### Regno e caduta
Martina mantenne i piani di Costantino, e inviò Ciro ad Alessandria con gran parte dell'esercito presentale. Convocò poi l'esercito di Tracia a Costantinopoli per sostituire i presentali. In questo periodo, il Patriarca Pirro, influente consigliere di Martina, riuscì a riportare in vita la politica del monotelitismo. Come risultato di tale politica, Ciro, un monotelita, riconquistò il controllo della sede patriarcale di Alessandria: ciò gli diede un controllo sia religioso che secolare. Martina ordinò a Ciro di tentare di negoziare con gli Arabi, credendo di non essere in grado di sconfiggerli militarmente. Ciro si incontrò con 'Amr alla Fortezza di Babilonia: solo dopo la caduta di Eraclio II e Martina, i due si accordarono sulla cessione dell'Egitto.
Martina era contrastata da Valentino, che era al di fuori della sua portata in Anatolia, anche se lei esiliò il patrono di lui, Filagrio, in Africa. Eraclio II e Martina persero il sostegno del Senato e del popolo bizantino a causa delle voci secondo cui Martina aveva avvelenato Costantino e a causa del loro sostegno al monotelitismo. Sempre in questo periodo, i rapporti tanto di Eraclio II quanto di Martina con l'esercito si incrinarono come risultato dell'incapacità di Martina di raccogliere fondi sufficienti per eguagliare il donativo dato da Costantino.
Nell'agosto 641, Valentino portò in marcia le sue truppe a Calcedonia per costringere Martina a elevare come co-imperatore Costante II. Mentre Valentino era accampato dall'altra parte del Bosforo rispetto a Costantinopoli, una calca si sollevò in città, chiedendo che Pirro incoronasse Costante II come imperatore e poi abdicasse per essere sostituito dal suo sovrintendente Paolo. Martina, ora in una situazione davvero disperata, offrì ai militari ulteriori donativi, richiamò Filagrio dall'Africa e offrì a Valentino il titolo di Conte degli Escubitori. Alla fine di settembre/ottobre, Martina elevò Costante a co-imperatore, ma incoronò anche il fratello di Eraclio II, Davide. Nonostante queste offerte, Valentino entrò in città in ottobre/novembre, depose Eraclio II e Martina e poi elevò Costante come imperatore. Valentino non era disposto a uccidere una donna e un ragazzino, ma fece squarciare la lingua a Martina e tagliare il naso a Eraclio II nel gennaio 642, e poi li esiliò a Rodi (esiliato fu anche il Patriarca Pirro, sostituito da Paolo II); si ritiene che questa sia stata la prima volta in cui fu utilizzata la mutilazione politica a significare che la persona colpita non potesse più avere potere politico. Dopo di ciò, non si sa più nulla di loro, ma si crede che Eraclio II morì nel 642, probabilmente a Rodi.

### Fonti antiche
- Niceforo I di Costantinopoli, Breviarium.
- Teofane il Confessore, Chronographia.